# 20-й механизированный корпус
20-й механизированный корпус — воинское соединение Вооружённых Сил СССР в Великой Отечественной войне. Период боевых действий: с 22 июня 1941 года по 21 июля 1941 года.

## Формирование
Корпус начал формироваться в Западном особом военном округе в марте 1941 г. на базе танковых бригад Т-26 РГК формирования ноября 1940 г. и одной кавалерийской дивизии.
26-я танковая дивизия — на базе 12-й танковой бригады.
38-я танковая дивизия — на базе 20-й танковой бригады.
210-я моторизованная дивизия создана на базе 4-й Донской казачьей кавалерийской ордена Ленина, Краснознамённой, ордена Красной Звезды дивизии имени К. Е. Ворошилова. Её бывший командир генерал-майор А. Г. Никитин стал командиром корпуса.
Согласно итоговой ведомости укомплектования танками формируемых мехкорпусов относился к сокращённым корпусам первой очереди. На 20 февраля 1941 г. для укомплектования корпуса имелось 16 танков и их количество не планировалось увеличивать как минимум до 1 января 1942 г. Всё же к началу войны некоторое количество техники в корпус поступило, на 22 июня в 20-м мк 93 танка, в том числе 80 Т-26 и 13 БТ, 11 бронеавтомобилей.
В целях повышения боеспособности корпуса планировалось вооружить танковые полки 76- и 45-мм орудиями и пулемётами с тем, чтобы они могли выступить в качестве противотанковых. Всего корпус имел на 19 июня 1941 г. 144 орудия (в том числе 44 гаубицы и 12 37-мм пушек).
|                              | БТ-7 | Т-26 | ХТ | Всего | БА-20 | БА-10 | Всего |
| ---------------------------- | ---- | ---- | -- | ----- | ----- | ----- | ----- |
| 26-я танковая дивизия        | 13   | 32/3 | 2  | 47/3  |       |       |       |
| 38-я танковая дивизия        |      | 42   | 1  | 43    | 2     | 5     | 7     |
| 210-я моторизованная дивизия |      | 6    |    | 6     | 2     | 2     | 4     |
| Всего                        | 13   | 80/3 | 3  | 96/3  | 4     | 7     | 11    |

## Дислокация
Управление — Борисов (военный городок Лядище).
- 26-я танковая дивизия — Красное Урочище; 26-й МП, 26-й ГАП — Станьково.
- 38-я танковая дивизия — Ново-Борисов; 38-й МП — Борисов (военный городок Печи).
- 210-я моторизованная дивизия — Осиповичи; 644-й МП, 285-й ОРБ, 385-й ЛИБ, 35-й ОД ПТО — Лапичи; 658-й АП, 208-й АПД — м. Цель

## Боевые действия
В 18 часов 22 июня без объявления тревоги в корпус поступил приказ из штаба округа (фронта) о выходе соединений корпуса в районы сосредоточения по предвоенным планам развёртывания округа на случай войны. Как правило, эти районы располагались недалеко от пунктов дислокации частей корпуса. Например, 210-я моторизованная дивизия должна была выйти из Осиповичей и сосредоточиться в лесу за шоссе Могилев-Минск в нескольких километрах от города. Однако, спустя примерно час в корпус пришёл новый приказ о направлении движения корпуса в район Барановичей. С наступлением темноты соединения корпуса вышли в поход с наличным составом материальной части. Из-за недостатка автомашин и танков большая часть соединений двигалась пешим порядком, лишь изредка передвигаясь на автотранспорте благодаря организованному комбинированному переходу,
Командный пункт 20-го механизированного корпуса к утру 29 июня расположился в районе населённого пункта Лоша.
Утром 1 июля 1941 г. 20-й механизированный корпус передан в состав 4-й армии с задачей оборонять восточный берег реки Березина.
В течение 2 июля части 20-го механизированного корпуса вели бои в районе Пуховичей, где потеряли почти всю материальную часть. К исходу этого дня корпус вынужден был отойти на участкок Бродец, Ст. Остров. Генерал Никитин оставил в первом эшелоне наиболее боеспособные 26-ю танковую и 210-ю моторизованную дивизии, а 38-ю танковую дивизию расположил в своём резерве.
В районе Якшиц была преждевременно взорвана переправа через Березину, в результате чего на правом берегу реки остались артиллерийский полк 210-й дивизии и значительное число дивизионных и корпусных автомашин.
Еременко — 7 июля 1941: «Командир 20-го механизированного корпуса сообщил, что части 38-й и 26-й танковых дивизий занимают рубеж Красная Слобода, Твердово, а находящаяся во втором эшелоне 210-я мотострелковая дивизия сосредоточилась в районе Карченки, Новоселки. В 38-й танковой дивизии насчитывалось 3 тысячи человек, три гаубицы 152-мм калибра, в 26-й танковой дивизии 3800 человек, пять орудий, в 210-й дивизии — 5 тысяч человек, девять орудий. Кроме того, корпус получил ещё 10 орудий 76-мм и 45-мм орудий, но совершенно не имел средств связи. Фактически это был не механизированный корпус, а стрелковая дивизия, причём весьма слабая.»
Командный пункт корпуса находился на западной окраине Могилева, на Бобруйском шоссе у кирпичного завода. Командарм 13-й армии приказал генералу Никитину во что бы то ни стало удерживать восточный берег реки Друть, чтобы выиграть время для создания обороны по реке Днепр.
8 июля новый командующий 13-й армией генерал-лейтенант Ремезов приказал 20-му мехкорпусу прочно удерживать рубеж по восточному берегу реки Друть на фронте Красная Слобода, Семукачи, Броды.
С рассветом 9 июля на участке 20-го механизированного корпуса, обтекая его фланги в направлениях Куты и Угалья, прорвались танковые части противника. Командир корпуса решил сильными отрядами уничтожить прорвавшегося противника. Выполняя этот приказ, части корпуса изрядно потрепали полк СС, разгромили мотопонтонный батальон и батальон связи.
В дальнейшем 20-й механизированный корпус был выведен из боя и сосредоточен в районе Старинки для доукомплектования.
Вечером 12 июля остатки 20-го мехкорпуса были переданы в состав 61-го стрелкового корпуса с задачей нанести удар в направлении Копысь, Орша навстречу действовавшей из района Степкова 1-й мотострелковой дивизии 20-й армии. Однако, сосредоточение войск 20-го мехкорпуса в исходном районе затянулось. Только вечером 13 июля на командный пункт 61-го стрелкового корпуса прибыл новый командир 20-го мк генерал-майор Николай Денисович Веденеев, который доложил, что его соединение сосредоточится в районе Городище, Дубровка, Ордать и будет готов к выполнению задачи только с утра 15 июля. Таким образом, благоприятное для удара время было упущено. Обстановка севернее Могилева значительно ухудшилась: противник смог переправить на восточный берег Днепра крупные танковые и моторизованные силы и начать быстрое распространение на Смоленск и Кричев.
Для прикрытия сосредоточения остатков мехкорпуса, командир 61-го стрелкового корпуса генерал-майор Бакунин выдвинул на рубеж Городище, Княжицы свой последний резерв — стрелковый полк 110-й стрелковой дивизии.
20-й механизированный корпус усиленный двумя полками 110-й стрелковой дивизии перешёл в наступление только утром 17 июля. Сначала наступление развивалось успешно, войска вышли на рубеж Яковлевичи, Пронцевка, но были встречены крупными силами танков и пехоты противника, остановлены и к исходу дня 20 июля вынуждены были отойти на рубеж Первомай, Окуневка, Княжицы. В течение этих боёв корпус понёс большие потери.
С 23 июля некоторые части корпуса были переброшены на обеспечение обороны восточного сектора кольца вокруг Могилева.
Утром 26 июля на совещании командиров окружённых в Могилеве частей и соединений, на котором присутствовали командир корпуса — Веденеев, командиры дивизий Пархоменко и Обухов, было принято решение на прорыв кольца окружения. В авангард прорыва были назначены остатки 20-го механизированного корпуса.
Вечером 27 июля части 20-го и 61-го корпусов двинулись по трём маршрутам в общем направлении Чаусы, Мстиславль, Рославль. Юго-западнее Чаус немцы преградили дорогу отходящим колоннам. Бои продолжались двое суток, в частях ощущалась острая нехватка боеприпасов. Генерал Бакунин приказал уничтожить всю оставшуюся технику, автомашины, разогнать лошадей и пробиваться из окружения мелкими группами по 100—200 человек.
Быстро вышла из окружения группа генерал-майор Обухова.
210-я моторизованная дивизия, ведя непрерывные бои, отходила на Мстиславль, Шамово, западнее Дрибны, форсировала р. Сож, прошла Брянские леса и в начале августа 1941 г. вышла на соединение со своими войсками в районе посёлка Клетня.
В дальнейшем 210-я моторизованная дивизия переформировывается в кавалерийскую. Решение об этом было принято ещё в середине июля, но дивизия находилась в боях за Могилев, в окружении.

## Подчинение
- Западный фронт — на 22.06.1941 года
- Западный фронт, 4-я армия — c 01.07.1941 года
- Западный фронт, 13-я армия (СССР) — на начало июля 1941 года

## Состав
- 26-я танковая дивизия
- 38-я танковая дивизия
- 210-я моторизованная дивизия
- 24-й мотоциклетный полк
- 534-й отдельный батальон связи
- 83-й отдельный моторизованный инженерный батальон

## Укомплектованность
Наличие техники на 1.06.41:
- Всего танков — 94
- Всего бронеавтомобилей — 11
- Всего автомобилей — 431
- Всего тракторов — 25
- Мотоциклов — 92

## Командиры
- Никитин Андрей Григорьевич, генерал-майор
- Веденеев Николай Денисович, генерал-майор (с первой половины июля 1941 г.)